# Rebel Yell (album)
A Rebel Yell a brit rockénekes, Billy Idol második nagylemeze, amely 1983. november 10-én jelent meg. Rendkívül sikeres volt, mind a négy kislemeze a Billboard százas listájáig jutott, az album pedig az előkelő hatodik helyet szerezte meg. Emellett az Egyesült Államokban kétszeres platinalemez, Nagy-Britanniában ezüstlemez minősítést kapott.

## Áttekintés
Akárcsak az első lemez esetében, ezúttal is Billy Idol, a gitáros Steve Stevens, és a producer Keith Forsey közös munkája eredményezte az album létrejöttét. Az album címe Idoltól jött, amely egy Rolling Stones-bulin jutott az eszébe. Egy ugyanilyen névre hallgató szeszes italt ittak ugyanis a vendégek. A címadó dal felvételei körülbelül három nap alatt megvoltak New Yorkban, az Electric Lady stúdióban.
A munkák kezdetekor a zenekarnak nem volt dobosa helyette egy LinnDrum és egy Roland TR-808 dobgépet használtak, csak később kérték fel Thommy Price-t, hogy doboljon fel néhány dalt. Basszusgitáron Phil Feit, később Steven Webster játszott, billentyűkön pedig Judi Dozier és Jack Waldman.
Idolnak alkotói vitái voltak kiadójával, a Chrysalis Records-szal, így úgy döntött, hogy ellopja az elkészült mesterszalagokat. Később ugyan meggyőzte álláspontjáról a kiadó embereit, de ekkor Forsey a tudomására hozta, hogy rossz szalagokat hozott el.
A lemezről kihozott mind a négy kislemez hatalmas siker lett, videóklipjeiket rendszeresen játszotta az MTV. Többen szerepelt Perri Lister, Idol akkori barátnője is.
1999-ben a lemezt újra kiadta az EMI Music, az "Expanded Series" keretein belül, bónusztartalmakkal. Digitálisan feljavították az egészet, kibővítették a CD-bookletet, valamint néhány demófelvétel is helyet kapott a lemezen, köztük egy addig kiadatlan dal, a "Motorbikin'". 2010-ben egy különleges, HDCD-változat is megjelent. 2024-ben az 1999-es változat újrakiadásra került: újramasterelték a teljes anyagot, és annak bónuszai mellett felkerült még több demó- illetve próbafelvétel, egy új remix, valamint két, eddig kiadatlan dal. A "Love Don't Live Here Anymore" annak idején azért maradt le a lemezről, mert Madonna is épp akkor dolgozta fel a dalt, a "Best Way Out Of Here" pedig félkészen maradt, és Idol szerint túlságosan Prince-es hangzása volt.

## Az album dalai
Az összes dal szerzője Billy Idol és Steve Stevens, kivéve, ahol más is jelölve van. 
|    | Cím                           | Hossz |
| -- | ----------------------------- | ----- |
| 1. | Rebel Yell                    | 4:45  |
| 2. | Daytime Drama                 | 4:02  |
| 3. | Eyes Without a Face           | 4:58  |
| 4. | Blue Highway                  | 5:05  |
| 5. | Flesh for Fantasy             | 4:37  |
| 6. | Catch My Fall                 | 3:42  |
| 7. | Crank Call                    | 3:56  |
| 8. | (Do Not) Stand in the Shadows | 3:10  |
| 9. | The Dead Next Door            | 3:45  |

| 10. | Best Way Out Of Here                 |  | 4:32 |
| 11. | Love Don't Live Here Anymore         |  | 5:34 |
| 12. | Daytime Drama (Demo)                 |  | 4:34 |
| 13. | Flesh for Fantasy (Demo)             |  | 3:31 |
| 14. | Catch My Fall (Early Version)        |  | 4:36 |
| 15. | Crank Call (Demo)                    |  | 3:58 |
| 16. | (Do Not) Stand In The Shadows (Demo) |  | 3:35 |
| 17. | Rebel Yell (Session Take)            |  | 5:27 |
| 18. | Blue Highway (Demo)                  |  | 4:59 |
| 19. | Flesh For Fantasy (Session Take)     |  | 5:10 |
| 20. | Catch My Fall (Demo)                 |  | 4:11 |
| 21. | Motorbikin' (Session Take)           |  | 4:16 |
| 22. | Eyes Without A Face (Poolside Remix) |  | 5:38 |

## Közreműködtek
- Billy Idol – ének
- Steve Stevens – gitár, szintetizátor, basszusgitár
- Sal Cuevas, Steve Webster – basszusgitár
- Thommy Price, Gregg Gerson – dobok
- Judi Dozier, Jack Waldman – billentyűk
- Mars Williams – szaxofon
- Perri Lister – vokál

## Helyezések, eladások és minősítések
| Listák (1983-84)                            | Legjobb helyezés |
| ------------------------------------------- | ---------------- |
| Ausztrália (Kent Music Report)              | 16               |
| Kanada (Billboard Canadian Albums Chart)    | 8                |
| Németország (Media Control Top 100 Album)   | 2                |
| Hollandia (Dutch Charts Album Top 100)      | 31               |
| Új-Zéland (Recorded Music NZ Top 40 Albums) | 2                |
| Svájc (Schweizer Hitparade Top 100 Albums)  | 16               |
| Egyesült Királyság (UK Albums Chart)        | 36               |
| USA Billboard 200                           | 6                |

| Ország (szervezet)    | Minősítés  | Eladások  |
| --------------------- | ---------- | --------- |
| Kanada (Music Canada) | 5× Platina | 500 000   |
| Németország (BVMI)    | Arany      | 250 000   |
| Új-Zéland (RMNZ)      | Platina    | 15000     |
| UK (BPI)              | Ezüst      | 60000     |
| USA (RIAA)            | 2× Platina | 2 000 000 |